# Чистий
Чи́стий (рос. Чистый) — селище у складі Оренбурзького району Оренбурзької області, Росія.

## Населення
Населення — 262 особи (2010; 216 у 2002).
Національний склад (станом на 2002 рік):
- казахи — 46 %
- росіяни — 27 %